# 第一郡
第一郡是越南胡志明市下辖的一个郡，為全市的心臟地帶及核心商業區。该郡为胡志明市经济、贸易、金融、行政中心。重要機關、各國总领事馆都位于此郡。第一郡是全市生活水平最高及最繁忙的一郡。同起街和阮惠街都是全市的兩個主要的商業中心。同起街在2007年更達到50000元一平方米的價格記錄。很多新式摩天大廈都在此郡興建。

## 地理
第一郡北接富润郡和平盛郡，南接第四郡和第五郡，西接第三郡和第十郡，东接守德市。

## 历史
1976年5月20日，西贡-嘉定市革命人民委员会将第二郡并入第一郡，并重新划分下辖各坊为25坊。第一坊、第二坊、第三坊、第四坊、第五坊、第六坊、第七坊、第八坊、第九坊和第十坊属于原第一郡，第十一坊、第十二坊、第十三坊、第十四坊、第十五坊、第十六坊、第十七坊、第十八坊、第十九坊、第二十坊、第二十一坊、第二十二坊、第二十三坊、第二十四坊、第二十五坊属于原第二郡。
1976年7月2日，越南正式统一，西贡-嘉定市更名为胡志明市。第一郡随之划归胡志明市管辖。
1982年8月26日，撤销第二坊、第五坊、第九坊、第十六坊和第二十二坊，就近划归第一坊、第三坊、第六坊、第七坊、第八坊、第十坊、第十三坊、第十五坊、第十七坊。第十八坊、第十九坊、第二十坊、第二十一坊、第二十三坊和第二十四坊管辖。
1988年12月21日，第一郡撤销全部20坊，重新划定为10坊，分别命名为𤅶牺坊、𤅶城坊、梂库坊、梂翁领坊、姑江坊、多高坊、阮居贞坊、阮太平坊、范五老坊、新定坊。

## 行政区划
第一郡下辖10坊，郡人民委员会位于𤅶犧坊。
- 𤅶犧坊（Phường Bến Nghé）
- 𤅶城坊（Phường Bến Thành）
- 梂庫坊（Phường Cầu Kho）
- 梂翁領坊（Phường Cầu Ông Lãnh）
- 姑江坊（Phường Cô Giang）
- 多高坊（Phường Đa Kao）
- 阮居貞坊（Phường Nguyễn Cư Trinh）
- 阮太平坊（Phường Nguyễn Thái Bình）
- 范五老坊（Phường Phạm Ngũ Lão）
- 新定坊（Phường Tân Định）

## 交通
- 胡志明市都市鐵路
  - 1號線
    - 濱城站 - 市劇院站 - 巴遜站

## 經濟
第一郡是由法國殖民時代至今是全國最重要的經濟地帶之一，幾乎市內所有企業的辦公大樓，證券交易所和政府部門也設於此郡內，辦公大樓和住宅的租價是全市最高，有大量的國際高級酒店，店也設於本郡內,而胡志明市最高的金融塔也落成於此郡內，提供買賣樓、電影室、大酒樓、會議室等設施。很多在胡志明市興建的高樓大廈都建在此郡內。

## 参观地点
第一郡集中了很多法国建筑及主要景點。
- 統一會堂
- 西貢聖母聖殿主教座堂
- 胡志明市大劇院
- 胡志明市中心郵政局
- 胡志明市人民委員會大廳
- 鑽石廣場